# Mohamed Camara (futbolista nacido en 1987)
Mohamed "Djan" Camara (Bamako, 27 de octubre de 1987) es un futbolista maliense que juega en la demarcación de defensa para el AS Real Bamako de la Primera División de Malí.

## Selección nacional
Hizo su debut con la selección de fútbol de Malí el Mohamed Djan en un partido amistoso contra China. El partido acabó con un resultado de 1-3 a favor del combinado maliense tras el gol de Gao Lin para China, y los goles de Mohamed Traoré, Mamadou Sidibé y de Boubacar Sylla para Malí.

### Goles internacionales
| # | Fecha               | Estadio                                          | Oponente     | Gol | Resultado | Competición                                                   |
| - | ------------------- | ------------------------------------------------ | ------------ | --- | --------- | ------------------------------------------------------------- |
| 1 | 4 de agosto de 2019 | Estadio Polideportivo Modibo Keïta, Bamako, Malí | Guinea-Bisáu | 2–0 | 3-0       | Clasificación para el Campeonato Africano de Naciones de 2020 |

## Clubes
| Club           | País | Año    |
| -------------- | ---- | ------ |
| AS Real Bamako | Mali | 2009 - |

## Palmarés

### Campeonatos nacionales
| Título       | Club           | País | Año  |
| ------------ | -------------- | ---- | ---- |
| Copa de Malí | AS Real Bamako | Malí | 2010 |